# Советский филателист (издательство)
«Сове́тский филатели́ст» — издательство, существовавшее в СССР в 1920-х — 1930-х годах. Издавало литературу по коллекционированию.

## История

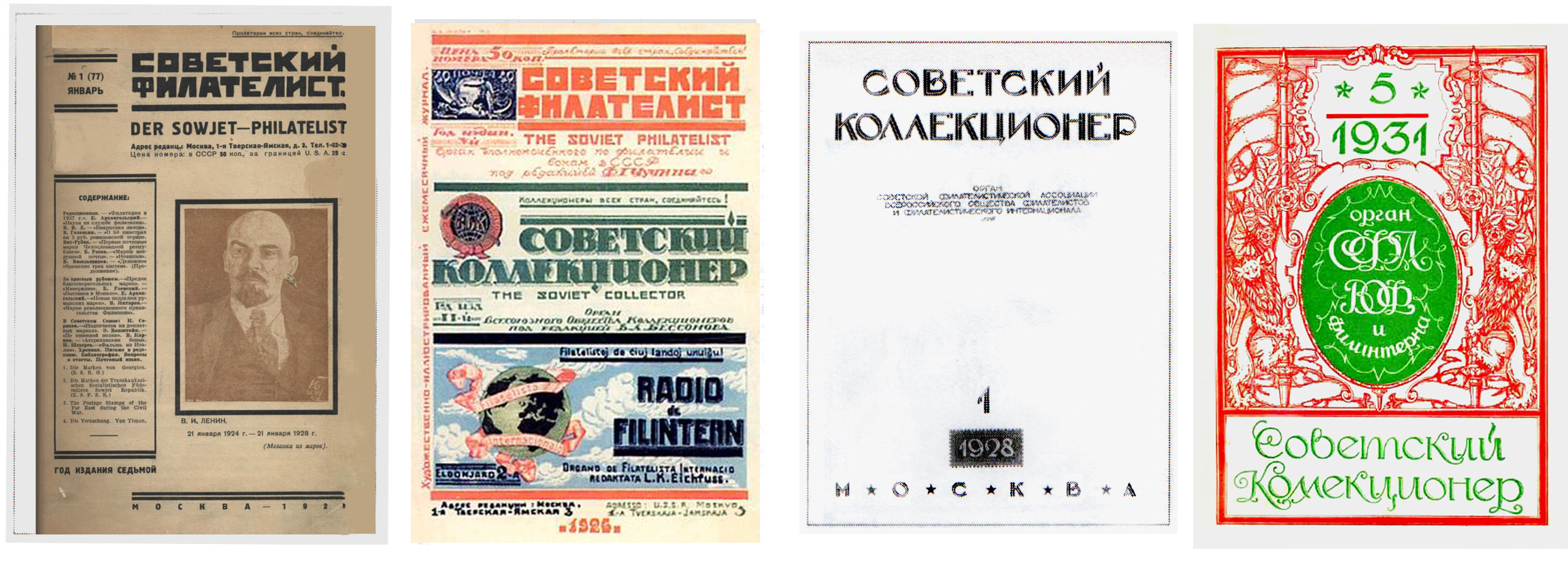
Выходившие в издательстве журналы «Советский филателист», «Советский коллекционер» и «Радио Филинтерна» (1926—1931)

Издательство «Советский филателист» было основано в 1922 году и отвечало за издание литературы по вопросам коллекционирования, в первую очередь, по филателии. После создания в 1926 году Советской филателистической ассоциации издательство было подчинено непосредственно этой организации.
Издательством печатались журналы «Советский филателист» и «Советский коллекционер», а также публикации Филателистического интернационала.

## Руководство
Во главе издательства стояли следующие ответственные работники:
- Ответственный редактор — Фёдор Григорьевич Чучин (1883—1942; репрессирован)[4].
- Члены редакционной коллегии — Леонгард Карлович Эйхфус (1892—1937; репрессирован)[5] и Валериан Андреевич Бессонов[6].
- Заведующий редакционно-издательской частью — Борис Васильевич Розов[7].
- Помощник — Валентин Иванович Поляков.

Среди сотрудников издательства упоминается также журналист Анатолий Иванович Бухаревич (данные 1927 года).

## Адрес
По состоянию на 1927 год, руководство издательства располагалось в Москве по тому же адресу, что и Советская филателистическая ассоциация:
Москва, ул. 1-я Тверская-Ямская, 3. Телефон: 1-82-35.